# Alpaida sevilla
Alpaida sevilla là một loài nhện trong họ Araneidae.
Loài này thuộc chi Alpaida. Alpaida sevilla được Herbert Walter Levi miêu tả năm 1988.